# Niels Jørgen Nielsen (politiker)
 Der er flere personer med dette navn, se  Niels Jørgen Nielsen.
Niels Jørgen Nielsen (født 10. juli 1910 i Everdrup, død 1. juli 1979 var en dansk agronom, planteavlskonsulent og politiker. Han sad i Folketinget for Venstre fra 1966 til 1973.

## Uddannelse og erhverv
Niels Jørgen Nielsen blev født i Everdrup øst for Næstved i 1910 som søn af gårdejer Niels Peder Nielsen. Efter folkeskolen gik han på Brunsminde Fortsættelsesskole. Han havde en praktisk landbrugsuddannelse fog gik på Haslev Landbrugsskole 1929-30 og Korinth Landbrugsskole i 1931. Han blev agronom fra Landbohøjskolen i 1934.
Niels Jørgen Nielsen var assistent i Haslev og omegns Landboforening 1934-35 og assistent ved spritfabrikkernes forsøgsgård "Frederikshøj" i 1935. Han underviste på Fårevejle Folkehøjskole 1935-1936. Nielsen var sekretær ved Erhvervsudvalget og ved Mejerikontoret 1938-1939 og lærer på Hammerum Landbrugsskole 1939-1953. Han var konsulent for Hammerum Herreds landøkonomiske ungdomsarbejde 1940-1945 og planteavlskonsulent for Ikast-Bording Landboforening 1945-1951. Fra 1951 var han planteavlskonsulent for Hammerum Herred Landboforening.

## Politisk karriere
Niels Jørgen Nielsen var opstillet til Folketinget for Venstre fra 1945. Han var kandidat i Kalundborg-Onsbjergkredsen i Holbæk Amtskreds fra 1945, i Skanderborgkredsen i Skanderborg Amtskreds fra 1950 og i Herningkredsen i Ringkøbing Amtskreds fra 1966. Han var medlem af Folketinget valgt i Ringkøbing Amtskreds fra 22. november 1966 til 4. december 1973. Fra 1971 var han sekretær for Venstres folketingsgruppe.
Niels Jørgen Nielsen var formand for Venstre i Herningkredsens fra 1958 til 1966.